# San Lorenzo de la Muga
San Lorenzo de la Muga (oficialmente y en catalán: Sant Llorenç de la Muga) es un municipio español de la provincia de Gerona (Cataluña), situado en la comarca del Alto Ampurdán.

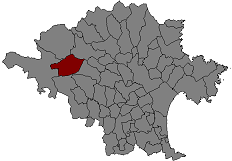
Situación de San Lorenzo de la Muga en la comarca del Alto Ampurdán

Está situado en el valle alto del río Muga, rodeado de montañas, donde los bosques son de pinos, encinas y robles. En sus campos se cultivan cereales, viñas y olivos.

## Entidades de población
- San Lorenzo de la Muga
- Riberada de Amunt
- Riberada de Avall

## Demografía
San Lorenzo de la Muga cuenta con una población de 258 habitantes (INE 2024).
| Gráfica de evolución demográfica de San Lorenzo de la Muga entre 1842 y 2021 |
| |
| Población de derecho según los censos de población del INE Población de hecho según los censos de población del INEEn estos censos se denominaba San Lorenzo de la Muga: 1842, 1857, 1860, 1877, 1887, 1897, 1900, 1910, 1920, 1930, 1940, 1950, 1960, 1970 y 1981 |

| 1497 | 1515 | 1553 | 1717 | 1787 | 1857 | 1877 | 1887 | 1900 |
| ---- | ---- | ---- | ---- | ---- | ---- | ---- | ---- | ---- |
| 53   | 54   | 44   | 645  | 773  | 1119 | 977  | 822  | 761  |

| 1910 | 1920 | 1930 | 1940 | 1950 | 1960 | 1970 | 1981 | 1990 |
| ---- | ---- | ---- | ---- | ---- | ---- | ---- | ---- | ---- |
| 715  | 631  | 511  | 446  | 384  | 373  | 183  | 184  | 160  |

| 1992 | 1994 | 1996 | 1998 | 2000 | 2002 | 2004 | 2006 | — |
| ---- | ---- | ---- | ---- | ---- | ---- | ---- | ---- | - |
| 156  | 169  | 131  | 127  | 182  | 185  | 192  | 196  | — |

## Historia
En el siglo X está documentado con el nombre Santi Lauricio de les Corts Megnes de la Magnífica Fillsida de Munt Mugué del sanatari Urllsor de Terranova de la Muga, creyéndose que ya estaba sobre un asentamiento romano.
Su población amurallada del siglo XIV-XV aún se conserva. El trazado medieval está formado por un recinto de forma casi triangular, con cuatro torres y tres puertas de entrada.
Bajo el reinado de Carlos III, en el siglo XVIII, por ser la población terreno de minas de hierro y plomo, se fundaron varias forjas; la más famosa fue la Forja Real de San Sebastián, dedicada la elaboración de munición. En mayo del año 1794 fue destruida por el general francés Pierre François Charles Augereau y sus tropas, en las batallas de San Lorenzo, durante la guerra del Rosellón. Las ruinas de esta fundición están cubiertas por el pantano de Boadella.

## Lugares de interés
- Iglesia de San Lorenzo. Románica
- Iglesia de Santa María de Palau
- Ermita de San Antonio. Año 1835 edificada sobre un antiguo oratorio dedicado a la Virgen de Montserrat[5]
- Castillo de San Lorenzo,siglo XII-XIII
- El puente viejo, siglo XIV-XV. Puente de tres arcos con más luz en el central.